# Кимпулунг
Кимпулунг (рум. Câmpulung) — місто у повіті Арджеш в Румунії, що має статус муніципію. Адміністративно місту також підпорядковане село Валя-Руминештілор (населення 407 осіб, 2002 рік). Кимпулунг був першою столицею Волощини.
Місто розташоване на відстані 124 км на північний захід від Бухареста, 47 км на північ від Пітешть, 143 км на північний схід від Крайови, 61 км на південний захід від Брашова.

## Населення
За даними перепису населення 2002 року у місті проживали 38 209 осіб.
Національний склад населення міста:
| Національність   | Кількість осіб | Відсоток |
| ---------------- | -------------- | -------- |
| румуни           | 37756          | 98,8%    |
| цигани           | 363            | 1,0%     |
| угорці           | 35             | 0,1%     |
| німці            | 13             | < 0,1%   |
| італійці         | 6              | < 0,1%   |
| турки            | 5              | < 0,1%   |
| українці         | 3              | < 0,1%   |
| греки            | 3              | < 0,1%   |
| вірмени          | 3              | < 0,1%   |
| росіяни-липовани | 1              | < 0,1%   |
| татари           | 1              | < 0,1%   |

Рідною мовою назвали:
| Мова       | Кількість осіб | Відсоток |
| ---------- | -------------- | -------- |
| румунська  | 38041          | 99,6%    |
| циганська  | 95             | 0,2%     |
| угорська   | 34             | 0,1%     |
| німецька   | 9              | < 0,1%   |
| українська | 4              | < 0,1%   |
| турецька   | 4              | < 0,1%   |
| італійська | 3              | < 0,1%   |
| грецька    | 2              | < 0,1%   |
| російська  | 1              | < 0,1%   |
| татарська  | 1              | < 0,1%   |
| вірменська | 1              | < 0,1%   |

Склад населення міста за віросповіданням:
| Релігія                                       | Кількість осіб | Відсоток |
| --------------------------------------------- | -------------- | -------- |
| православні                                   | 36899          | 96,6%    |
| п'ятдесятники                                 | 295            | 0,8%     |
| лютерани                                      | 263            | 0,7%     |
| бретрени                                      | 246            | 0,6%     |
| римо-католики                                 | 200            | 0,5%     |
| адвентисти                                    | 109            | 0,3%     |
| баптисти                                      | 25             | 0,1%     |
| греко-католики                                | 23             | 0,1%     |
| старообрядці                                  | 19             | < 0,1%   |
| реформати                                     | 15             | < 0,1%   |
| атеїсти                                       | 13             | < 0,1%   |
| лютерани (Синодально-пресвітеріанська церква) | 8              | < 0,1%   |
| лютерани (Аугсбурзького сповідання)           | 7              | < 0,1%   |
| мусульмани                                    | 6              | < 0,1%   |
| не вказали релігію                            | 1              | < 0,1%   |

## Промисловість
До 2006 року у місті працював завод з виготовлення автомобілів Aro.

## Уродженці
- Штефан Ґолеску (1809, Кимпулунг — 27 серпня 1874, Нансі, Франція) — прем'єр-міністр Румунії в 1867—1868.
- Елена Пантурої (* 1995) — румунська атлетка.

## Зовнішні посилання
- Дані про місто Кимпулунг на сайті Ghidul Primăriilor [Архівовано 20 Вересня 2012 у Wayback Machine.]